# Żłobińska
Żłobińska (ukr. Жлобинський, ros. Жлобинский) – stacja kolejowa w pobliżu miejscowości Szepetówka, w rejonie szepetowskim, w obwodzie chmielnickim, na Ukrainie. Nazwa pochodzi od miasta Żłobin, w kierunku którego prowadzi linia.